# ماری توسو
آنا ماریا "ماری" توسو (به فرانسوی: Anna Maria "Marie" Tussaud؛ تلفظ به فرانسه: [tyso]؛ با نام اصلی گروشولتز (Grosholtz)؛ ۱ دسامبر ۱۷۶۱ – ۱۶ آوریل ۱۸۵۰ (۸۸ سال)) یک هنرمند مجسمه‌ساز اهل فرانسه است که برای ساخت مجسمه‌های مومی شناخته شده. او موزه مادام توسو را در لندن تأسیس کرد.

## زندگی
ماری توسو در سال ۱۷۶۱ در قلب فرانسه، در شهر پاریس به دنیا آمد. با تمام شدن سال‌های کودکی و رسیدن نوجوانی، او به همراه دایی مجسمه‌ساز خود به نام فیلیپ کورتیوس برای فراگیری ساخت مجسمه‌های مومی به شهر ورسای رفت. او در آستانه سی سالگی یک هنرمند حرفه‌ای در این زمینه شد تا اینکه تصمیم به برپایی نمایشگاه مجسمه‌های مومی در شهرها و کشورهای مختلف گرفت. اولین نمایشگاه او چیزی حدود شش ماه با استقبال بی نظیری مواجه شد و در نمایشگاه‌های بعدی نیز هنر دست او برای بارها مورد تحسین عموم قرار گرفت. مادام توسو در نهایت یک نمایشگاه دائمی از مجسمه‌هایش را در لندن برگزار کرد.
آنچه که در مورد شخصیت مادام توسو بسیار با ارزش و مورد احترام است سختکوشی او در کنار هنر بی‌نظیرش است. در طی سال‌ها این زن هنرمند با مشکلات زیادی در این راه دست و پنجه نرم کرد. جدایی از همسر، شکستن کشتی حامل مجسمه‌ها در دریا و آتش زدن نمایشگاهش توسط شورشیان هم نتوانستند او را تسلیم کنند، همین روحیه قوی بود که باعث شد در هفتاد سالگی نیز برای بار دیگر نمایشگاهی برپا کند.
مادام توسو مجسمه‌های شخصیت‌های معروف و تاریخی را چنان با ظرافت و دقت از جنس موم می‌ساخت که تشخیص آنها با نسخه واقعی در اکثر مواقع سخت است. او برای ساخت مجسمه هر شخصیت به مطالعه و بررسی زندگی او می‌پرداخت تا اثری دقیق و فوق‌العاده شبیه به شخص مورد نظرش را خلق کند.
با مرگ مادام توسو در سال ۱۸۵۰ آثار او که نمونه‌های بسیار با ارزشی هستند در موزهٔ مادام توسو به نمایش گذاشته شدند، موزه‌ای که در زمان حیات او توسط شرکتی که در زمان زنده بودنش ثبت کرد، اداره می‌شود.